# シャープレイ＝シュービック投票力指数
シャープレイ＝シュービック投票力指数(シャープレイ＝シュービックとうひょうりょくしすう、Shapley–Shubik power index)は1954年にロイド・シャープレーとマーティン・シュービックによって考案された、投票ゲームでのプレイヤーの投票力の分布を測る手法である。
シャープレイ＝シュービック指数、シャープレイ＝シュービックパワー指数とも呼ばれる。
立法機関や組織の執行部、株主、議員などの投票システムの投票者はN人ゲームのプレイヤーとみなすことができる。また、同じ選択をするプレイヤーが提携を形成すると考える。ここで、ある法を可決したり当選者を選ぶのに十分な投票を行えるような提携を勝利提携、それ以外を敗北提携と呼ぶ。
シャープレイ値に基づき、シャープレイとシュービックは提携の投票力は単にその大きさに拠るものではないと結論付けている。
この指数によって、表面上は明らかでない投票力の分布が明らかになることも多い。

## 概要
提携(又は単独のプレイヤー)の投票力は、その提携が、投票結果を決定する最初の投票者となる投票順の並びによって測られる。
この投票力指数は0から1の間で正規化されている。ある提携の投票力指数が0であるということはその提携がゲームの結果(投票結果)に全く影響を及ぼさないことを意味する。
そして、投票力指数が1であるということはその提携の投票がゲームの結果を決定することを示す。
また、全てのプレイヤーの投票力指数の合計は常に1と等しい。

## 例

### 投票力指数の計算例
ある組織において多数決による意思決定を行う場合を考える。
この組織は3票を持つA、2票を持つB、1票を持つCとDの4人の投票者から成る。
ここで、多数派になるには(全体で7票が投じられることから、)4票が必要である。
このとき、下の表に示すような投票の24配列があり得る。
| ABCD | ABDC | ACBD | ACDB | ADBC | ADCB |
| BACD | BADC | BCAD | BCDA | BDAC | BDCA |
| CABD | CADB | CBAD | CBDA | CDAB | CDBA |
| DABC | DACB | DBAC | DBCA | DCAB | DCBA |

それぞれの投票の並びに対してピボット投票者が存在する。（表において太字で表記）
ピボット投票者とは、その投票者によって累計投票数が過半数以上となる最初の投票者のことである。
あるプレイヤーがピボットである、と表現することもある。
ここで(上の表を参照すれば)Aは24個ある配列のうち12の並びでピボットである。
よって、Aの投票力指数は1/2である。同様にして、他の投票者の投票力指数が求まり、それぞれ1/6となる。
持つ票数に差があるにもかかわらず、Bの投票力はCとDと差が無い。
ここで、Aが誰かと提携する前にある意見を投票しようとしている場合を考えてみよう。
このとき、Aは自身以外のどの投票者と提携しても過半数を投じることができ、
また、Aの決定を覆したい場合はB、C、Dが3者で提携を形成しなければない。
よってB、C、Dそれぞれが同様の役割を果たすことは明らかである。
この投票力指数はこういったことを反映したものと考えられる。
投票力指数の計算には，動的計画法，列挙法, モンテカルロ法等が用いられる. 

### 強力な投票者がいる場合の投票力指数
2n + 1 票からなる多数決について考える。ある投票者は唯一強力な投票者でありk票の票を持ち、残りの 2n + 1 - k 人のメンバーが1票ずつ持っているとしよう。
すると、強力な投票者の投票力指数は k/(2n + 2 − k) となる。k を増やすごとに、その投票者の投票力は（他のプレイヤーと比べて）不釣り合いに増えていく。それは票数が過半数に達して全ての投票力を得るまで続く。これは大株主や企業の乗っ取りでよく見られる現象である。